# Praehedbergellidae
Praehedbergellidae es una familia de foraminíferos planctónicos de la superfamilia Rotaliporoidea, del suborden Globigerinina y del orden Globigerinida. Su rango cronoestratigráfico abarca desde el Hauteriviense hasta el Albiense (Cretácico inferior).

## Discusión
Clasificaciones posteriores han incluido Praehedbergellidae en la superfamilia Globigerinoidea.

## Clasificación
Praehedbergellidae incluye a los siguientes géneros:
- Subfamilia Praehedbergellinae †
  - Blefuscuiana †
  - Lilliputianella †
  - Lilliputianelloides †
  - Praehedbergella †
  - Wondersella †
  - Gorbachikella †

Otros géneros considerados en Praehedbergellidae son:
- Archaeokassabella, considerado sinónimo posterior de Gorbachikella
- Microhedbergella, considerado sinónimo posterior de Blefuscuiana